# Sudargi (gmina)
Gmina Sudargi (lit. Sudargo seniūnija) – gmina w okręgu mariampolskim, w północno-zachodniej części rejonu szakowskiego na Litwie. Położona na lewym brzegu Niemna, przy granicy z Rosją. Siedzibą administracji jest wieś Sudargi.